# Finska mästerskapet i bandy 1977/1978
Finska mästerskapet i bandy 1977/1978 spelades som dubbelserie följd av slutspel. IFK Helsingfors vann mästerskapet och HIFK:s Veikko Niemikorpi vann skytteligan med 50 mål.

## Mästerskapsserien

### Slutställning
| Lag                    | Spelade | Vinster | Oavgjorda | Förluster | Målskillnad | Poäng |
| ---------------------- | ------- | ------- | --------- | --------- | ----------- | ----- |
| IFK Helsingfors        | 16      | 13      | 0         | 3         | 105–40      | 26    |
| Borgå Akilles          | 16      | 10      | 4         | 2         | 89–47       | 24    |
| OLS                    | 16      | 11      | 0         | 5         | 76–51       | 22    |
| Mikkelin Kampparit     | 16      | 8       | 2         | 6         | 52–58       | 18    |
| Lappeenrannan Veiterä  | 16      | 6       | 3         | 7         | 54–67       | 15    |
| Veitsiluodon Vastus    | 16      | 5       | 4         | 7         | 45–49       | 14    |
| Warkauden Pallo -35    | 16      | 5       | 0         | 11        | 51–77       | 10    |
| Botnia-69, Helsingfors | 16      | 4       | 1         | 11        | 38–76       | 9     |
| OPS                    | 16      | 1       | 4         | 11        | 29–74       | 6     |

Inget lag åkte ur serien. Nykomling blev Kemin Palloseura.

## Semifinaler
| Lag 1           | Resultat | Lag 2              |
| --------------- | -------- | ------------------ |
| IFK Helsingfors | 3–0      | Mikkelin Kampparit |
| Borgå Akilles   | 6–7      | OLS                |

## Match om tredje pris
| Lag 1         | Resultat        | Lag 2              |
| ------------- | --------------- | ------------------ |
| Borgå Akilles | 3–2 förlängning | Mikkelin Kampparit |

## Final
| Lag 1           | Resultat        | Lag 2 |
| --------------- | --------------- | ----- |
| IFK Helsingfors | 4–3 förlängning | OLS   |

## Slutställning
| Placering | Lag                |
| --------- | ------------------ |
| 1.        | IFK Helsingfors    |
| 2.        | OLS                |
| 3.        | Borgå Akilles      |
| 4.        | Mikkelin Kampparit |

### Fotnoter
1. ↑  finbandy.fi